# Badwater Ultramarathon

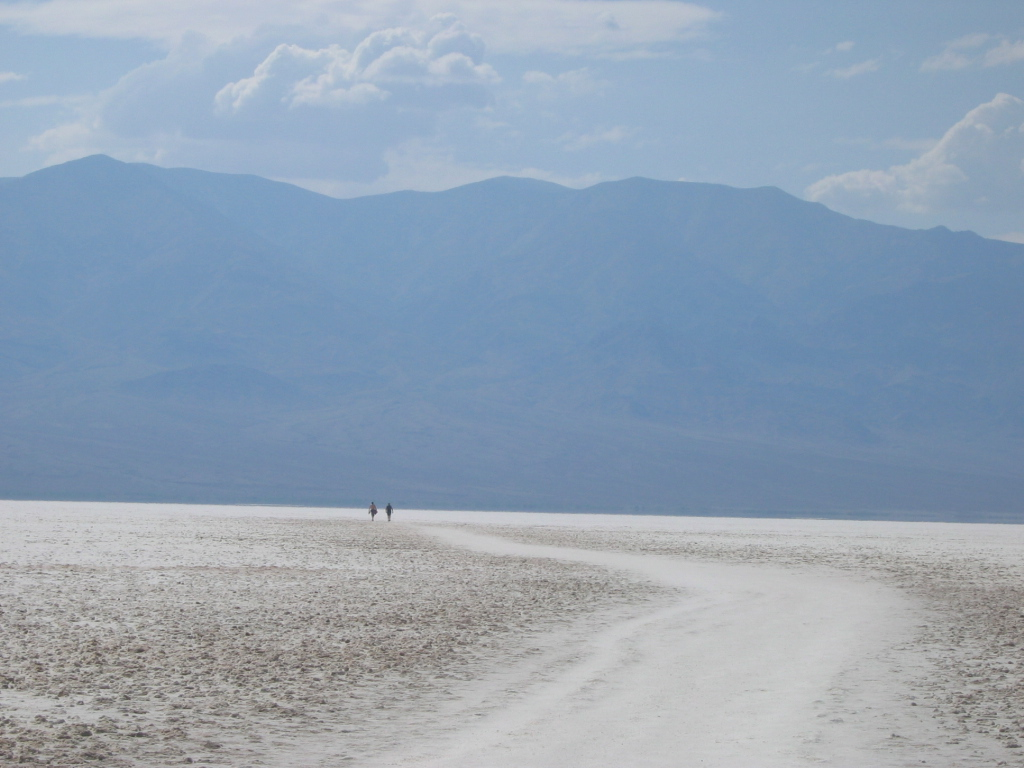
Startort Badwater

Der Badwater Ultramarathon zählt zu den härtesten Ultramarathons der Welt. Die 135 Meilen (217,26 km) lange Strecke führt von Badwater (36° 13′ 49″ N, 116° 46′ 3″ W) im Death Valley bis zum Whitney Portal auf 2530 Meter Höhe am Mount Whitney in Kalifornien. Er findet meist im Juli statt, wenn in Badwater regelmäßig Temperaturen von über 50 °C gemessen werden.

## Geschichte

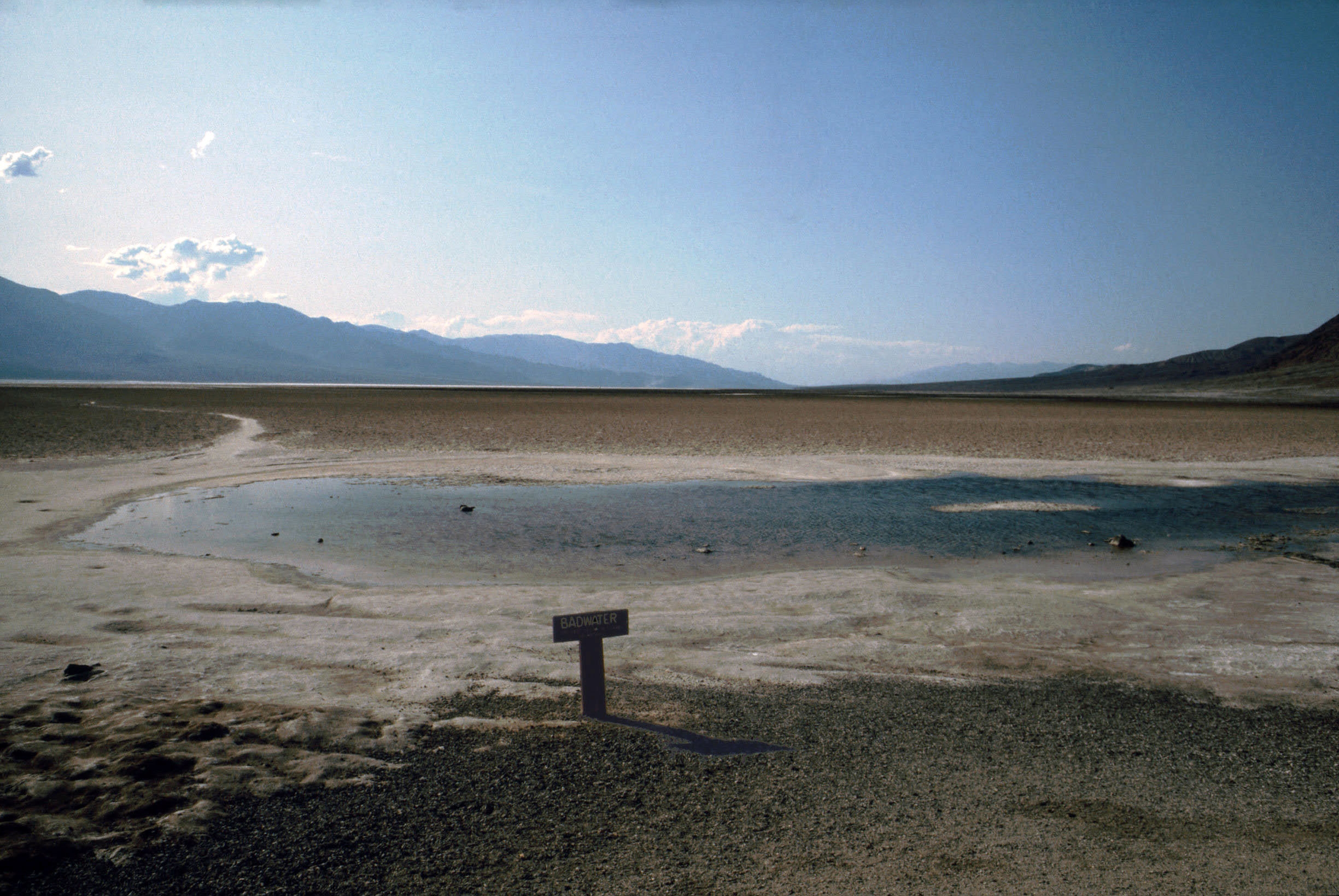
Badwater Basin

Nachdem Al Arnold in den Jahren zuvor wegen Dehydratation und anderen Verletzungen den von ihm geplanten Kurs im Death Valley nicht annähernd beenden konnte, gelang es ihm nach langem Sauna-Training (45 Minuten auf dem Heimtrainer bei über 90 °C) und weiterer Vorbereitung, die Strecke 1977 zu bezwingen. Er benötigte damals über 80 Stunden. In dieser Zeit betrug die Gesamtstrecke noch 145 Meilen. Doch durch Einschränkungen durch den United States Forest Service wurde die Strecke verkürzt. Sie endet heute am Mt. Whitney Portal, einem Punkt auf dem Weg zum Gipfel, nicht mehr auf dem Gipfel selbst. 1987 wurde der Badwater Ultramarathon zu einem offiziell anerkannten Rennen, obwohl es zu dieser Zeit keine festgelegte Route gab, so dass die Läufer zum Teil unterschiedliche Distanzen zurücklegten.
Beim Rennen im Jahr 2023 besiegte die US-Läuferin Ashley Paulson alle männlichen Teilnehmer. Mit einer Zeit von 21:44:35 Stunden stellte sie einen neuen Streckenrekord bei den Frauen auf, zudem fehlten ihr nur 11:34 Minuten auf die Rekordzeit bei den Männern.

## Die Strecke
Gestartet wird in Badwater im Death Valley auf 85 m unter dem Meeresspiegel. Im Verlauf des Rennens müssen die Läufer einen kumulativen Höhenunterschied von über 4000 m überwinden, das Ziel befindet sich am Whitney Portal auf 2530 Meter Höhe am Mount Whitney. Bei Kilometer 196 passieren die Läufer den Touristenort Lone Pine.

## Siegerliste
Detaillierte Rennergebnisse mit Zwischenzeiten gibt es auf Adventurecorps.
| Jahr | Sieger (m)                 | Nationalität | Zeit       | Siegerin (w)                         | Nationalität | Zeit       |
| ---- | -------------------------- | ------------ | ---------- | ------------------------------------ | ------------ | ---------- |
| 2019 | Yoshihiko Ishikawa         | Japan        | 21:33:01*  | Patryzja Bereznowska                 | Polen        | 24:13:24*  |
| 2018 | Michele Graglia            | Italien      | 24:51:47   | Brenda Guajardo                      | USA          | 28:23:10   |
| 2017 | Wataru Iino                | Japan        | 24:56:19   | Sandra Villines                      | USA          | 34:34:43   |
| 2016 | Pete Kostelnick            | USA          | 21:56:32   | Alyson Venti                         | USA          | 25:53:07   |
| 2015 | Pete Kostelnick            | USA          | 23:27:10   | Nikki Wynd                           | AUS          | 27:23:27   |
| 2014 | Harvey Lewis               | USA          | 23:52:55   | Alyson Venti                         | USA          | 28:37:28   |
| 2013 | Carlos Alberto Gomes de Sá | POR          | 24:38:16   | Catherine Todd                       | AUS          | 29:55:29   |
| 2012 | Michael Morton             | USA          | 22:52:55   | Sumie Inagaki                        | JPN          | 29:53:09   |
| 2011 | Oswaldo Lopez              | MEX          | 23:41:40   | Sumie Inagaki                        | JPN          | 28:49:27   |
| 2010 | Zach Gingerich             | USA          | 24:44:48   | Jamie Donaldson                      | USA          | 26:16:12** |
| 2009 | Marcos Farinazzo           | BRA          | 23:39:18   | Jamie Donaldson                      | USA          | 27:20:18   |
| 2008 | Jorge Pacheco              | MEX          | 23:20:16   | Jamie Donaldson                      | USA          | 26:51:33   |
| 2007 | Valmir Nunes               | BRA          | 22:51:29** | Lisa Bliss                           | USA          | 34:33:40   |
| 2006 | Scott Jurek                | USA          | 25:41:18   | Monica Scholz                        | CAN          | 32:07:01   |
| 2005 | Scott Jurek                | USA          | 24:36:08   | Pam Reed                             | USA          | 30:29:55   |
| 2004 | Dean Karnazes              | USA          | 27:22:48   | Monica Scholz                        | CAN          | 29:22:29   |
| 2003 | Dean Karnazes              | USA          | 28:51:26   | Pam Reed                             | USA          | 28:26:52   |
| 2002 | Darren Worts               | USA          | 32:38:57   | Pam Reed                             | USA          | 27:56:47   |
| 2001 | Michael Trevino            | USA          | 28:18:12   | Anne Langstaff                       | USA          | 40:13:40   |
| 2000 | Anatoliy Kruglikov         | RUS          | 25:09:05   | Irina Reutovich                      | RUS          | 29:48:27   |
| 1999 | Eric Clifton               | USA          | 27:49:00   | Angelika Castaneda                   | USA          | 36:58:00   |
| 1998 | Gabriel Flores             | USA          | 28:09:00   | Lisa Smith-Batchen                   | USA          | 37:33:00   |
| 1997 | David Jones                | USA          | 29:10:00   | Lisa Smith-Batchen                   | USA          | 37:01:00   |
| 1996 | Marshall Ulrich            | USA          | 33:01:00   | Judy Overholtzer                     | USA          | 41:13:00   |
| 1995 | Bill Menard                | USA          | 34:15:19   | Judy Overholtzer                     | USA          | 40:44:01   |
| 1994 | Bill Menard                | USA          | 32:00:33   | Judy Overholtzer                     | USA          | 46:57:50   |
| 1993 | Marshall Ulrich            | USA          | 28:53:00   | ---                                  |              |            |
| 1992 | Marshall Ulrich            | USA          | 26:18:00   | ---                                  |              |            |
| 1991 | Marshall Ulrich            | USA          | 26:34:10   | Bonnie Boyer                         | USA          | 36:19:20   |
| 1990 | Tom Possert                | USA          | 27:56:20   | Barbara Alvarez & Angelika Castaneda | USA          | 39:27:00   |
| 1989 | Tom Possert                | USA          | 36:10:00   | Barbara Alvarez & Angelika Castaneda | USA          | 66:00:00   |
| 1988 | Doug Mitchell              | USA          | 80:32:00   | Linda Elam                           | USA          | 61:47:00   |
| 1987 | Tom Crawford               | USA          | 58:57:34   | Eleanor Adams                        | GBR          | 52:45:00   |

(*) Derzeitiger Streckenrekord nach den 2015 erstmals angewendeten Wettkampfregeln (Nachtstart).
(**) Streckenrekord mit Start am Tag.

## Sonstiges

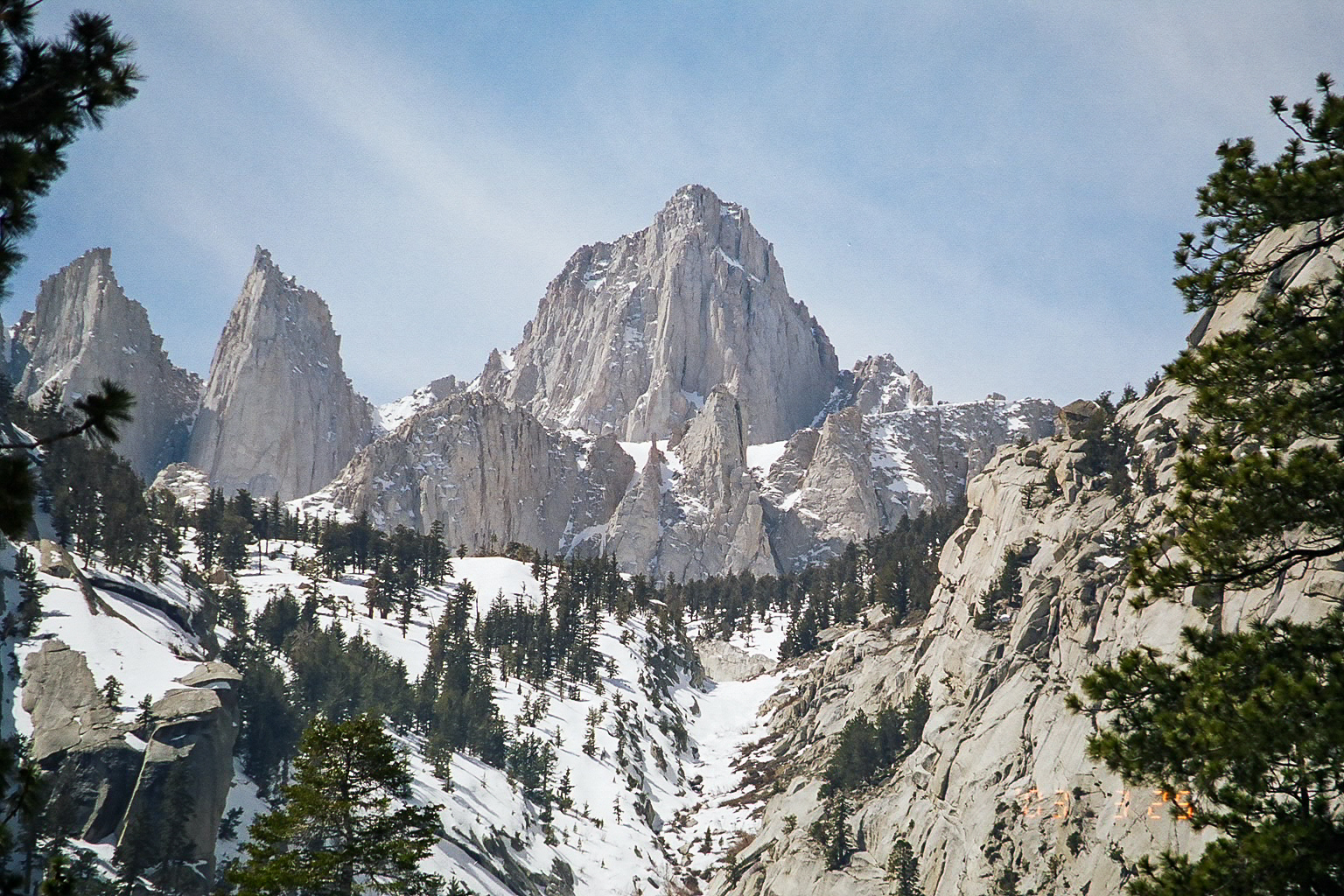
Das Ziel: Mount Whitney

- Ein Preisgeld für die Sieger des Laufes gibt es nicht. Jeder Teilnehmer, der die Strecke innerhalb von 60 Stunden absolviert, erhält eine Urkunde und jeder Läufer, der in 48 Stunden oder weniger das Rennen beenden kann, erhält eine Gürtelschnalle.[5]